# Фрейбург
Фрейбург (африк. Vryburg, frɛĭbœrx, «Вольный город») — город, административный центр местного муниципалитета Наледи и района Рутх Сегомотси Момпати Северо-Западной провинции (ЮАР).
Город был основан 20 сентября 1882 года в качестве столицы независимого бурского государства Стеллаланд, жители которого называли себя «фрейбургерами» («вольными гражданами»). Первоначально он назывался Эндвогельфонтейн, но 15 ноября 1882 года был переименован во Фрейбург.